# Ragne Wiklund
Ragne Wiklund (Oslo, 9 maggio 2000) è una pattinatrice di velocità su ghiaccio norvegese.

## Palmarès

### Mondiali distanza singola
- 4 medaglie:
  - 2 ori (1500 m a Heerenveen 2021; 3000 m a Heerenveen 2023);
  - 2 argenti (1500 m e 5000 m a Heerenveen 2023).

### Europei
- 2 medaglie:
  - 2 argenti (inseguimento a squadre a Heerenveen 2022; completo a Hamar 2023).

### Coppa del Mondo
- Vincitrice della Coppa del Mondo lunghe distanze nel 2023, nel 2024 e nel 2025.